# Sarraounia (filme)
Sarraounia é um filme de drama histórico de 1986 escrito e dirigido por Med Hondo. É baseado em um romance homônimo do autor nigeriano Abdoulaye Mamani, que co-escreveu o roteiro. O romance e o filme tratam da Batalha de Lougou entre a rainha azna (um povo animista hauçá remanescente) Sarraounia e o avanço das Forças Coloniais Francesas da Missão Voulet–Chanoine em 1899. Sarraounia foi um dos poucos líderes tribais africanos que resistiu aos avanços dos expansionistas franceses Paul Voulet e Julien Chanoine. O filme ganhou o primeiro prêmio no Festival Pan-Africana de Cinema e Televisão de Uagadugu (FESPACO) e foi muito bem recebido pela crítica.

## Sinopse
O longa se passa no Níger e nos arredores do Sahel. Começa com a iniciação e estabelecimento de uma jovem como rainha dos aznas. A jovem rainha, Sarraounia, torna-se uma guerreira talentosa ao defender sua tribo de uma tribo inimiga. Experiente em tiro com arco e fitoterapia, ela é uma feiticeira renomada. Enquanto isso, os colonialistas franceses Paul Voulet e Julien Chanoine partiram para conquistar novas terras para o império colonial francês. À medida que avançam pelo país, violam mulheres e deixam aldeias em chamas.

## Elenco
- Aï Keïta como Sarraounia
- Jean-Roger Milo como Capitão Voulet
- Féodor Atkine como Chanoine
- Didier Sauvegrain como Doutor Henric
- Roger Miremont como Tenente Joalland
- Luc-Antoine Diquéro como Tenente Pallier
- Jean-Pierre Castaldi como Sargento Boutel

## Produção
Quando o autor nigerino Abdoulaye Mamani publicou pela primeira vez o romance Sarraounia, ele deu uma cópia ao seu amigo Med Hondo, que decidiu deixar de lado todos os outros projetos para adaptá-lo para um filme. Além de utilizar o livro como referência, Hondo conduziu pesquisas com Mamani, entrevistando idosos nigerianos e acessando material nos arquivos nacionais.
Hondo escalou Aï Keïta após testemunhar um confronto entre a atriz e um membro da família. Embora inicialmente ele a tivesse em mente para um pequeno papel no filme, a escalou como a personagem-título após a primeira sessão de elenco. Este foi seu primeiro trabalho como atriz e desde então ela atuou em filmes como Les Etrangers e SIDA dans la Cite, bem como em sitcoms.
O filme foi rodado em 1986 em Burkina Faso. A produção custou US$ 3 milhões, valor arrecadado ao longo de sete anos por financiadores burquinenses e pela própria produtora do cineasta.

## Recepção
O filme ganhou o Primeiro Prêmio (Étalon de Yennenga) no Festival Pan-Africana de Cinema e Televisão de Uagadugu (FESPACO) de 1987. O historiador N. Frank Ukadike chamou-o de "um marco do cinema africano, o mais ambicioso pela sua inventividade, profissionalismo e dedicação". Escrevendo para The Boston Phoenix, Chris Fujiwara disse que o filme evita clichês, chamando-o de "drama épico em grande escala" que é "ao mesmo tempo irônico e comemorativo". A Time Out chamou-o de "soberbamente elaborado e expansivo".